# Jaroslav Tomáš
Jaroslav Tomáš (10. února 1949 Kelč – 5. března 2016) byl československý volejbalista.
Vystudoval střední průmyslovou školu. Později se stal vojákem z povolání a od r. 1989 profesionálním trenérem.

## Rodina
Manželka Svatava roz. Skácelová je bývalá juniorská reprezentantka a ligová hráčka. Jejich děti
Marek Tomáš (*1973), Radek Tomáš (*1975) a Veronika Tomášová (*1983) jsou hráči extraligových volejbalových týmů.

## Působení
jako hráč v tuzemsku:
- 1967–1970 VŽKG Ostrava (1x mistr ligy)
- 1971–1981 Dukla Liberec (4x mistr ligy, 2x druhé a 3x třetí misto)

jako hráč v zahraničí (italská série A1):
- 1982–1985 Kutiba Falconara (v sezoně 1983/84 vyhlášen nejlepším volejbalistou série)
- 1985–1987 CUS Firenze
- 1987–1988 Beluna Beluno

jako trenér mužů v tuzemsku:
- 1989–1989 Dukly Liberec (dorostenci)
- 1990–1992 Dukly Liberec (3. místo 1991)
- 1995–1996 Aero Odolena Voda (3. místo 1996)
- 1997–2009 TJ Vítkovice, Danzas a DHL Ostrava (mistr 2006, 2. místo 2008)

jako trenér v zahraničí (italská série A2):
- 1992–1994 trenér juniorů italské Mantovy a mužů Verony

jako trenér české reprezentace:
- 1991 asistent trenéra mužů ČR (účast na ME v Německu 9.–12. místo)
- 2001 trenér juniorů ČR

## Ocenění
- člen Síně slávy Československého volejbalu
- trojnásobný vítěz ankety o nejlepšího volejbalistu ČSSR (1975–1977)
- nejlepší hráč italské série A1 v sezoně 1983/84